# Becky Chambers
Pour les articles homonymes, voir Chambers.
Becky Chambers, née le 3 mai 1985 dans le comté de Los Angeles en Californie, est une autrice américaine de science-fiction féministe hopepunk et solarpunk.

## Biographie

### Enfance
Becky Chambers grandit au sein d'une famille fortement impliquée dans l'éducation scientifique et l'astronautique, avec une mère éducatrice en astrobiologie et un père ingénieur en satellites,. Elle commence par écrire de la fanfiction sur l'univers Sailor Moon.

### Carrière
Après avoir étudié les arts du spectacle, Becky Chambers travaille comme administratrice de compagnies de théâtre. Elle est également rédactrice technique et assistante de production avant de se consacrer entièrement à l'écriture, entre la rédaction de nouvelles et d'essais dès 2010. Après avoir vécu en Écosse et en Islande, elle est de retour dans son état natal de Californie.

#### SérieLes Voyageurs(2012-2021)

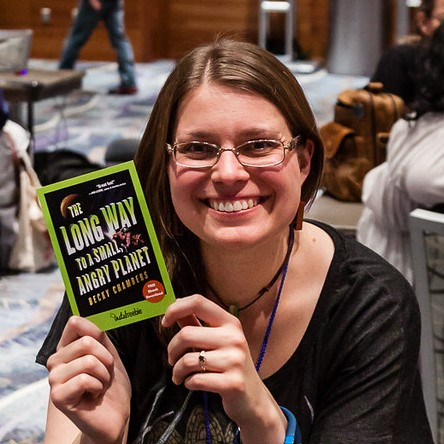
Becky Chambers en 2016, au Comicon de Phoenix, assurant la promotion de son premier roman, L'Espace d'un an.

En 2012, Becky Chambers commence l'écriture de la série Les Voyageurs (Wayfarers) avec L'Espace d'un an (The Long Way to a Small, Angry Planet),,. Ce space opera de science-fiction féministe relate la vie quotidienne à bord d'un vaisseau spatial remarquable par la diversité des êtres humains et extraterrestres qui l'habitent ; il décrit les relations entre des personnages qui ne sont pas des héros ni des combattants, mais des techniciens, cuisiniers, personnels administratifs, c'est-à-dire des personnages dont l'existence n'est habituellement pas ou à peine évoquée dans les space operas.
Ayant perdu son emploi, et ne souhaitant pas interrompre la rédaction de son livre, elle se finance grâce à Kickstarter avant d'auto-publier le premier tome de cette série en 2014, son agent étant parti. La maison d'édition Hodder & Stoughton la contacte pour prendre la suite, rééditant le premier tome sans changements autres que l'utilisation de l'anglais britannique à la place de l'anglais américain.
À partir de 2016, la série, traduite en français par Marie Surgers, est publiée par la maison d'édition L'Atalante, dans la collection La Dentelle du cygne.
En 2016, elle publie le deuxième tome, Libration (A Closed and Common Orbit), puis en 2018 le troisième, Archives de l'exode (Record of a Spaceborn Few) et en 2021 le quatrième, La Galaxie vue du sol (The Galaxy, and the Ground Within), qu'elle annonce comme le dernier de la série.
Les romans de cette série ont notamment été nommés pour le prix Kitschies (en), le prix Otherwise, le prix British Fantasy, le prix British Science Fiction, le prix Hugo (remporté en 2019), le prix Julia-Verlanger (remporté en 2017), le prix Locus, le prix Arthur-C.-Clarke, le Women's Prize for Fiction et le Grand prix de l'Imaginaire.

#### Histoires de moine et de robot(2018-2022)
En 2018, Becky Chambers accepte la demande de l'éditeur Tor, qui souhaite qu'elle écrive une série de deux romans courts dans le genre émergent du solarpunk; Becky Chambers commence donc à écrire cette série, intitulée Monk & Robot (Histoires de moine et de robot), pendant qu'elle travaille sur la suite de sa saga Les Voyageurs.
Elle publie en 2021 le premier tome intitulé A Psalm for the Wild-Built, traduit en français et publié aux éditions L'Atalante en 2022 sous le titre Un psaume pour les recyclés sauvages. Ce roman est nommé à plusieurs des prix littéraires les plus prestigieux attribués aux romans courts de science-fiction : le prix Nebula 2021, le prix Hugo 2022, le prix RUSA 2022 et le Grand prix de l'Imaginaire 2023. Il remporte le prix Hugo du meilleur roman court 2022 et le prix RUSA 2022 du meilleur ouvrage de science-fiction.
Elle publie en 2022 le second tome intitulé A Prayer for the Crown-Shy, traduit en français et publié aux éditions L'Atalante en 2023 sous le titre Une prière pour les cimes timides. Cet opus remporte le prix Locus du meilleur roman court 2023.
Dans cette série, Becky Chambers aborde de manière optimiste ses thèmes récurrents de la tolérance, de la bienveillance, de la psychologie positive, des questions de genre, de l'écologie (notamment du point de vue des énergies renouvelables, du recyclage et du réensauvagement nécessaire à la préservation de la biodiversité et à la mitigation du changement climatique) ainsi que de la philosophie, la politique et l'économie des communs et du développement durable.
Elle déclare en 2022 que c'est la lecture du roman La Main gauche de la nuit d'Ursula K. Le Guin qui lui a permis de commencer à former une pensée critique sur la science-fiction, qu'elle appréciait pour l'attrait des vaisseaux spatiaux et des extraterrestres, mais sans imaginer qu'elle pouvait être beaucoup plus philosophique, à tel point qu'elle lui attribue son envie d'en écrire.

#### Hiatus professionnel (2023-2025)
En août 2023, elle annonce mettre la partie publique et promotionnelle de sa carrière (événements, interviews, conventions) en pause à la suite d'un décès dans sa famille proche. En juillet 2024, elle déclare vouloir continuer à ne se consacrer professionnellement qu'à l'écriture, au moins jusqu'en 2025.

### Vie privée
Becky Chambers vit au nord de la Californie avec son épouse, Berglaug Asmundardottir, qu'elle a rencontrée d'abord sur internet, sur un forum de jeu de rôles, puis physiquement lors d'une convention Star Trek.

## Œuvres

### UniversLes Voyageurs

#### SérieLes Voyageurs
1. L'Espace d'un an, L'Atalante, coll. « La Dentelle du cygne », 2016 ((en) The Long Way to a Small, Angry Planet, 2015), trad. Marie Surgers, 448 p.  (ISBN 978-2-84172-766-7)
2. Libration, L'Atalante, coll. « La Dentelle du cygne », 2017 ((en) A Closed and Common Orbit, 2016), trad. Marie Surgers, 384 p.  (ISBN 978-2-84172-811-4)
3. Archives de l'exode, L'Atalante, coll. « La Dentelle du cygne », 2019 ((en) Record of a Spaceborn Few, 2018), trad. Marie Surgers, 368 p.  (ISBN 979-10-360-0021-8)
4. La Galaxie vue du sol, L'Atalante, coll. « La Dentelle du cygne », 2023 ((en) The Galaxy, and the Ground Within, 2021), trad. Marie Surgers, 336 p.  (ISBN 979-10-360-0145-1)

#### Ouvrages indépendants
- Une très bonne hérétique, L'Atalante, coll. « La Dentelle du cygne », 2025 ((en) A Good Heretic, 2019), trad. Marie Surgers, 112 p.  (ISBN 979-10-360-0240-3)À paraître le 2 octobre 2025

### SérieHistoires de moine et de robot
1. Un psaume pour les recyclés sauvages, L'Atalante, coll. « La Dentelle du cygne », 2022 ((en) A Psalm for the Wild-Built, 2021), trad. Marie Surgers, 136 p.  (ISBN 979-10-360-0119-2)Prix Hugo du meilleur roman court 2022
2. Une prière pour les cimes timides, L'Atalante, coll. « La Dentelle du cygne », 2023 ((en) A Prayer for the Crown-Shy, 2022), trad. Marie Surgers, 120 p.  (ISBN 979-10-360-0129-1)Prix Locus du meilleur roman court 2023

- Histoires de moine et de robot, L'Atalante, coll. « La Dentelle du cygne », 2025 ((en) Monk and Robot, 2025), trad. Marie Surgers, 248 p.  (ISBN 979-10-360-0234-2)Intégrale regroupant Un psaume pour les recyclés sauvages et Une prière pour les cimes timides

### Romans indépendants
- Apprendre, si par bonheur, L'Atalante, coll. « La Dentelle du cygne », 2020 ((en) To Be Taught, If Fortunate, 2019), trad. Marie Surgers, 144 p.  (ISBN 979-10-360-0045-4)

### Nouvelles
- (en) The Deckhand, the Nova Blade, and the Thrice-Sung Texts, 2017
- (en) Last Contact, 2018

### Anthologie
- (en) The Vela, Serial Box, 2019Écrit avec S. L. Huang, Yoon Ha Lee, Lydia Shamah et Rivers Solomon.

## Récompenses et distinctions
- L'Espace d'un an est le premier roman autopublié à avoir été nommé aux Kitschies (en) (pour le prix Golden Tentacle 2014 du meilleur premier roman)[3],[22].
- Prix Julia-Verlanger 2017 pour Les Voyageurs (L'Espace d'un an et Libration)[23]
- Prix Hugo de la meilleure série littéraire 2019 pour Les Voyageurs
- Prix Hugo du meilleur roman court 2022 pour Un psaume pour les recyclés sauvages
- Prix Locus du meilleur roman court 2023 pour Une prière pour les cimes timides
- En 2023, le site Numerama classe deux de ses romans (L'Espace d'un an et Un psaume pour les recyclés sauvages) dans une liste des « 50 livres de SF du 21e siècle à lire une fois dans sa vie »[24].